# Толстой, Юрий Васильевич
Юрий Васильевич Толстой (1824—1878) — русский историк, товарищ обер-прокурора Святейшего синода (с 1866); сенатор, тайный советник.

## Биография
Родился в Москве 9 (21) июня 1824 года. Отец — полковник Василий Сергеевич Толстой. Мать — Мария Николаевна (1804—1854), урождённая Ларионова. Мария Николаевна была воспитательницей дочерей великого князя Михаила Павловича.
В 1842 году он окончил Императорский Царскосельский лицей (вып. XII). Служил в канцелярии Военного министерства, Министерстве императорского двора (с 1846 — секретарь при директоре Ботанического сада) и Министерстве внутренних дел (секретарь иностранной переписки Департамента общих дел).
С 6 июля 1856 года был чиновником особых поручений при Государственном контролёре и 19 апреля 1857 года оставил службу по болезни и уехал лечиться с женой Еленой Васильевной (урождённой Каль) на её родину, в Англию.
По возвращении из Англии, 9 февраля 1862 года Ю. В. Толстой был назначен тверским вице-губернатором; 4 апреля 1865 года был произведён в действительные статские советники. С 14 января 1866 года он занял должность товарища обер-прокурора Святейшего синода. Святейший синод, учитывая знания Толстого в области русской истории, возложил на него извлечение сведений из архивов московских ставропигиальных монастырей об их недвижимом имуществе.
16 апреля 1872 года был пожалован чином тайного советника.
13 марта 1876 года Толстой был избран членом Археографической комиссии Министерства народного просвещения, а 24 декабря 1877 года был назначен сенатором.
Известность Ю. В. Толстой приобрёл, главным образом, как издатель исторических документов, большей частью снабжённых им обширными комментариями. Четырёхлетнее пребывание Толстого в Англии дало ему возможность изучить историю старинных отношений Англии с Россией по данным лондонского королевского архива; другие данные по этому предмету были почерпнуты им в московском главном архиве Министерства иностранных дел. Плодом этих занятий явился ряд статей, напечатанных в различных русских периодических изданиях, и затем капитальный труд «Первые сорок лет сношений между Россией и Англией. 1553—1593» (СПб, 1875), отмеченный Академией наук Уваровской премией. Ранее был напечатан другой труд Толстого: «Списки архиереев и архиерейских кафедр иерархии всероссийской со времени учреждения Святейшего правительствующего Синода (1721—1871)» (СПб, 1872).
Главные из его отдельных статей: «Сказания англичанина Горсея о России в исходе XVI в.» («Отечественные записки», 1859, № 9); «Флетчер и его книга о русском государстве при царе Феодоре Иоанновиче» («Библиотека для чтения», 1860, № 1, 2); «Последнее посольство английской королевы Елизаветы к царю Ивану Васильевичу. Сэр Еремей Баус» («Русский вестник», 1861, № 11); «Списки с царских грамот, хранящихся в лондонском королевском архиве» («Чтения в Императорском Московском Обществе Истории и Древностей Российских», 1864, № 2); «Первые сношения России с Англией. Ричард Ченслор» («Русский Вестник», 1873, № 6); «„Московия“ Джона Мильтона» («Чтения в Императорском Обществе Истории и Древностей Российских», 1874, № 3 и отдельно, М., 1875); «Записки английского резидента Рондо о некоторых вельможах Русского двора в 1730 г.» («Чтения в Императорском Московском Обществе Истории и Древностей Российских», 1861, № 2); «Записки сэра Роберта Вильсона о нашествии Наполеона на Россию и об отступлении его армии» («Русский Вестник», 1862, № 1).
Умер 2 января 1878 года от чахотки в Сан-Ремо, где с сентября 1877 года находился на лечении. Был похоронен 19 января 1878 года на Новодевичьем кладбище в Санкт-Петербурге.